# Gaming Room PREMIER
Gaming Room PREMIER（ゲーミング　ルーム　プレミア）は、東京都多摩市にあるCRON社所有のゲーミングルーム兼レンタルスペースである。すべてのCRON社のメダルゲームが置いてある。

## 所在地
東京都多摩市関戸2-32-5 カネシロビル4F　最寄り駅は京王線聖蹟桜ヶ丘駅。

## 注意事項
- レンタルスペースとしての営業は平日のみ、ゲーミングルームとしての営業は休日のみかつ不定期。
- ゲーミングルーム時は完全会員制のため、本人と同伴者のみ入場可。
- ゲーミングルーム時は服装規定があり、短パン、サンダル、作業着での入場は不可。